# 立川讓
立川讓（日语：立川 譲，1981年12月2日—），埼玉縣入間郡出生的日本男性動畫演出家、動畫導演、編劇。

## 來歷
日本大學藝術學部畢業後，立即進入動畫公司MADHOUSE上班。2007年以電視動畫《牙 -KIBA-》出道。
現在是自由身。2013年，於動畫未來2013上映電影動畫《死亡台球》擔任原作、導演、編劇。然後2015年的《死亡遊行》第一次在電視動畫系列擔任導演。

## 作品列表

### 電視動畫
2000年代
- 牙 -KIBA-（日语：牙 (アニメ)）（2006年－2007年，設定製作、演出）
- 劍豪生死鬥（2007年，演出）
- 新楓之谷（2007年，分鏡、演出）
- 奇奇的異想世界（2008年，分鏡、演出）
- 魍魉之匣（2008年，導演補佐）
- 奇奇的異想世界 新家（2009年，助理導演、分鏡、演出）
- 奇蹟少女KOBATO.（2009年－2010年，分鏡、演出）

2010年代
- BLEACH（2010年－2012年，分鏡、演出）
- 命運石之門（2011年，演出）
- 丹特麗安的書架（2011年，分鏡、演出）
- 花牌情緣（2011年－2012年，ED演出）
- 創聖機械天使EVOL（2012年，OP1分鏡、演出）
- 魯邦三世 -名為峰不二子的女人-（2012年，演出）
- 刀劍神域（2012年，分鏡）
- 進擊的巨人（2013年，分鏡、演出、ED2分鏡&演出）
- KILL la KILL（2013年，分鏡、演出）
- 東京殘響（2014年，助理導演、分鏡、演出）
- 死亡遊行（2015年，原作、導演、劇本統籌、編劇、分鏡、OP分鏡&演出）[3]
- 亞爾斯蘭戰記（2015年，OP2分鏡、演出）
- 羈絆者（2016年，分鏡）
- Flip Flappers（2016年，分鏡）
- 路人超能100（2016年，導演[4]、分鏡、演出、OP分鏡&演出）
- 勇利!!! on ICE（2016年，分鏡）
- 幼女戰記（2017年，分鏡、演出）
- 犬屋敷（2017年，OP分鏡&演出）
- 路人超能100 II（2019年，導演、編劇、分鏡、演出、OP分鏡&演出）

2020年代
- DECA-DENCE（2020年，導演）
- 路人超能100 III（2022年，總導演）

### OVA
- 新的世界（日语：アラタなるセカイ）（2012年，導演、分鏡、演出）
- 一拳超人（2015年，分鏡[注 1]）
- 路人超能100 REIGEN ～不為人知的奇蹟靈能力者～（2018年，導演）
- 路人超能100 第一回靈能相談所員工旅遊 ～填滿內心的療癒之旅～（2019年，導演[5]）

### 電影動畫
- 劇場版 BLEACH 地獄篇（2010年，分鏡、演出）
- 死亡台球（2013年，原作、導演、編劇、分鏡）
- 名偵探柯南：零的執行人（2018年，導演、分鏡、演出）
- BLUE GIANT（2023年，導演）
- 名偵探柯南：黑鐵的魚影（2023年，導演）

## 腳註

## 相關項目
- 日本動畫師列表

## 外部連結
- 立川讓的X（前Twitter） （日語）